# Konggane
Konggane (콩가네?), noto anche con i titoli internazionali Kong's Family e The Beans, è un film sudcoreano del 2013.

## Trama
Dopo quattro anni di carcere, Baek-ho torna finalmente a casa, pronto per ricominciare una nuova vita: vuole infatti sfruttare i risparmi di sempre per aprire un piccolo ristorante, ma arrivato in banca scopre che il denaro è scomparso. L'uomo si convince che il responsabile del misterioso prelievo può essere solo qualcuno della sua famiglia, dunque la moglie o uno dei tre figli. Dopo che tutti e quattro si dicono estranei al fatto, Baek-ho tenta di scoprire da solo la verità.

## Distribuzione
La pellicola ha goduto di una distribuzione a livello nazionale a partire dall'11 luglio 2013.